# François-Antoine de Boissy d'Anglas

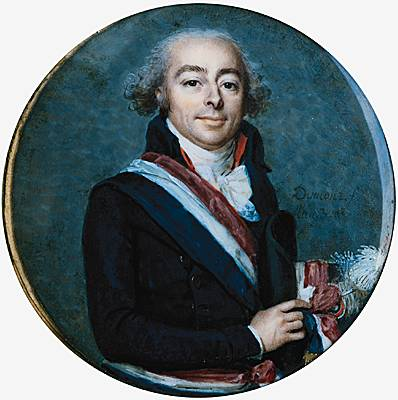
Portret door François Dumont (ca. 1794-1795)

Boissy d'Anglas op jonge leeftijd

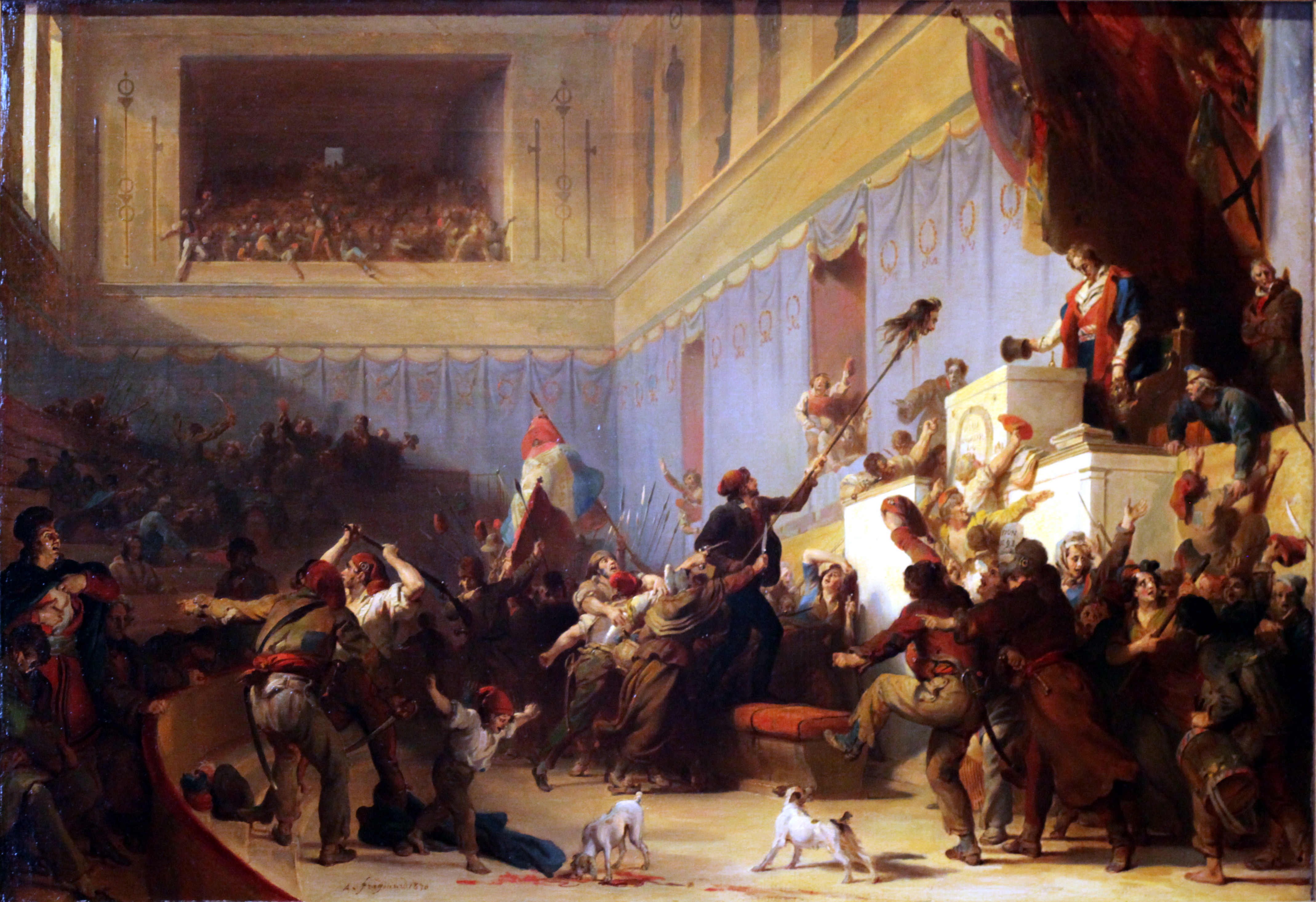
Boissy d'Anglas groet het hoofd van afgevaardigde Féraud (Alexandre-Évariste Fragonard, 1831)

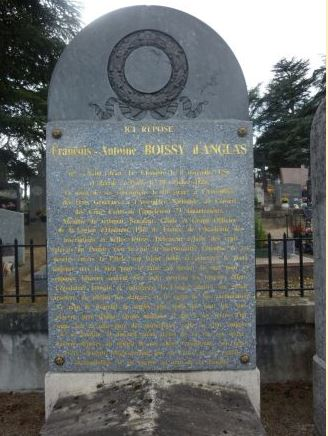
Grafsteen in Annonay

François-Antoine de Boissy d'Anglas (Saint-Jean-Chambre, 8 december 1756 – Parijs, 20 oktober 1826) was een Frans edelman, politicus en auteur. Als parlementslid nam hij deel aan de Franse Revolutie, steunde hij het keizerrijk van Napoleon Bonaparte, en schaarde hij zich achter de Restauratie. Slechts in 1797-1799 viel hij werkelijk in ongenade. Zijn ideaal was de constitutionele monarchie met pers- en godsdienstvrijheid.

## Jonge jaren
Boissy d'Anglas was de zoon van een protestantse arts uit de Vivarais in de provincie Languedoc, later het departement Ardèche. Hij studeerde rechten en verhuisde naar Parijs om advocaat te worden aan het Parlement. Hij kocht het ambt van maître d'hôtel van Monsieur de graaf van de Provence, de toekomstige koning Lodewijk XVIII. Hij werd bekend door zijn publicaties tegen het absolutisme en voor de protestanten.

## Franse Revolutie
Als afgevaardigde van de derde stand van de sénéchaussée Annonay zetelde hij in de Staten-Generaal van 1789. In de Grondwetgevende Vergadering toonde hij zich een voorstander van de nieuwe vrijheden ten voordele van protestanten en vrije mensen van kleur. Zonder uitgesproken standpunten in te nemen, stemde hij toch met de patriotten om de royalisten van het kamp van Jalès te veroordelen of om de pantheonisering van Rousseau te bewerkstelligen. Bij de Vlucht naar Varennes scheurde hij zich met de feuillants af uit de jakobijnenclub en verdedigde hij de fictie dat Lodewijk XVI was ontvoerd. Na de zittingsperiode werd hij in september 1791 verkozen tot procureur-syndicus van de Ardèche.
Door de verkiezingen van 1792 kwam hij in de Nationale Conventie voor het departement Ardèche. Hij nam plaats op de banken van de Plaine, maar toonde zich soms conservatiever dan de  girondijnen. Op het proces van Lodewijk XVI stemde hij tegen de doodstraf en voor het beroep op het volk. Hij meende dat het volstond de koning te verbannen tot er vrede zou zijn. In april 1792 stelde hij mee Marat in staat van beschuldiging.
Door zijn status van maraisard ontsnapte Boissy d'Anglas aan de afzetting van de girondijnen en tijdens het Schrikbewind bleef hij zeer discreet. Na 9 thermidor trad hij op het voorplan en gaf hij als leider van de gematigden mee vorm aan de reactie. Op 15 december 1794 werd hij gekozen in het Comité de salut public. Hij was verantwoordelijk voor de bevoorrading van Parijs en maakte zich met zijn liberale standpunten dermate onpopulair dat hij de bijnaam Boissy-famine kreeg, verwijzend naar de hongersnoden. Hij schreef mee aan het decreet van 21 februari 1795, dat een zeer strikte scheiding van kerk en staat instelde. 
Als voorzitter van de Conventie kreeg hij in de Salle des Machines te maken met de volksopstanden van 12 germinal en 1 prairial. Hij bewaarde zijn koelbloedigheid toen de afgevaardigde Jean Bertrand Féraud in de zaal werd vermoord en diens hoofd hem dreigend werd toegestoken op een piek. Waardig groette hij zijn dode collega, om dan weer te gaan zitten tot de Nationale Garde de orde herstelde. De eis om de democratische grondwet van 1793 in werking te stellen, werd niet ingewilligd. Als lid van de Commissie van Elf, belast met het in werking stellen van deze grondwet, rapporteerde hij hun advies om de constitutie te begraven en de republiek opnieuw te stichten. Met Sieyes was hij een van voornaamste opstellers van de grondwet van 1795, die een republiek van cijnskiezers en eigenaars organiseerde.
De gestuurde verkiezingen van september 1795 brachten Boissy d'Anglas in de Raad van Vijfhonderd tijdens het Directoire. Hij stond dicht bij de rechtse en royalistische club de Clichy, wat zijn positie ondermijnde. Tijdens de staatsgreep van 18 fructidor werd hij vogelvrij verklaard en verbannen naar het Île d'Oléron. Hij slaagde erin zich aan arrestatie te onttrekken en Engeland te bereiken.

## Onder Napoleon en Lodewijk XVIII
Na de staatsgreep van 18 brumaire maakte hij gebruik van de amnestie om naar Frankrijk terug te keren. Hij steunde het Consulaat van Bonaparte en werd in 1801 lid van het Tribunaat, dat hij voorzat, en in 1804 van de Conservatieve Senaat. Ook herwon hij zijn zetel aan het Institut de France. Napoleon maakte hem in 1808 graaf van het rijk. In 1814 kreeg hij de taak om de verdediging van de westelijke departementen te organiseren. Toen het keizerrijk ten val werd gebracht, schaarde hij zich achter de restauratie van het koningschap onder Lodewijk XVIII, maar tijdens de Honderd Dagen koos hij opnieuw voor Napoleon. Na Waterloo leek hij dit te moeten bekopen, maar hij kwam snel weer in de gratie en werd in augustus 1815 pair van Frankrijk. Tijdens de Witte Terreur had hij een pacificerende rol en onder zijn invloed kwamen er vanaf 1817 individuele genadeverleningen voor 57 "koningsmoordenaars". Tegenover katholieke demonstraties verdedigde hij de rechten van de protestanten. Hij was vice-president van de Société biblique en zetelde in de kerkenraad van de Hervormde Kerk van Frankrijk (1803-1826).
Boissy d'Anglas stierf op 69-jarige leeftijd en werd begraven op het kerkhof van Annonay.

## Eerbetoon
Straten in Besançon en Annonay dragen zijn naam, alsook in die laatste stad een middelbare school. Daar staat Op de Place du Champ de Mars ook een bronzen standbeeld van hem, gemaakt door Pierre Hébert. Zijn confrontatie met de menigte en zijn groet aan het hoofd van Féraud waren in 1830 onder de drie thema's die werden geselecteerd om het parlementair halfrond van de Julimonarchie te decoreren. Van de 53 inzendingen zijn er nog 13 gelokaliseerd, waaronder werk van Fragonard de Jonge en Delacroix.

## Familie
Hij trouwde in 1776 met Marie-Françoise Michel (1759-1850). Ze hadden vier kinderen:
- Marie-Anne (1777-1855)
- Suzanne (1779-1851)
- François-Antoine (1781-1850), prefect van Charente
- Jean-Gabriel (1783-1864), orleanistisch politicus

## Publicaties
Onder de voornaamste publicaties van Boissy d'Anglas zijn:
- Deux mots sur une question jugée ou lettre de M. Boissy d'Anglas à Monsieur le rédacteur de la Feuille du jour en réponse à Monsieur de La Gallissonnière (1791)
- Observations sur l'ouvrage de M. de Calonne, intitulé De l'état de la France, présent et à venir, et à son occasion, sur les principaux actes de l'Assemblée nationale (1791)
- Quelques idées sur la liberté, la révolution, le gouvernement républicain, et la constitution françoise (1792)
- Essai sur les fêtes nationales, suivi de quelques idées sur les arts et sur la nécessité de les encourager (1793)
- Projet de constitution pour la République française, et discours préliminaire (1795). Vertaald als: Vertoog bij de aanbieding van het ontwerp van constitutie, voor de Fransche Republiek, 1796
- Rapport sur les colonies (1795)
- Rapport sur la liberté des cultes, fait au nom des comités de salut public, de sureté générale et de législation, réunis ... (1795)
- Recueil de discours sur la liberté de la presse (1817)
- Essai sur la vie, les écrits et les opinions de M. de Malesherbes, 3 dln. (1819-1821)
- Les études littéraires et poétiques d'un vieillard, ou Recueil de divers écrits en vers et en prose. Tome premier; Tome second; Tome troisième; Tome quatrième; Tome cinqième; Tome sixième (1825)